# José Barata-Moura
José Adriano Rodrigues Barata-Moura (ur. 26 czerwca 1948 w Lizbonie) – portugalski filozof, nauczyciel akademicki, pisarz i polityk, poseł do Parlamentu Europejskiego III kadencji, w latach 1998–2006 rektor Uniwersytetu Lizbońskiego.

## Życiorys
Początkowo kształcił się we Francji. W 1970 ukończył filozofię na Uniwersytecie Lizbońskim, doktoryzował się na tej uczelni w 1980. Jako nauczyciel akademicki zawodowo związany z macierzystym uniwersytetem, w 1986 uzyskał pełną profesurę. W latach 1998–2006 zajmował stanowisko rektora Uniwersytetu Lizbońskiego. Członek różnych towarzystw naukowych, m.in. członek korespondent Lizbońskiej Akademii Nauk. W pracy naukowej prowadził badania nad nurtami filozoficznymi Arystotelesa, Immanuela Kanta i Karla Marksa. Autor licznych publikacji książkowych, m.in. Estética da Canção Política (1977), Para uma Crítica da „Filosofia dos Valores” (1982), Da representação à „práxis” (1987), Marx e a Crítica da „Escola Histórica do Direito” (1994), Estudos de Filosofia Portuguesa (1999).
Zajął się również działalnością muzyczną, stając się znanym w Portugalii autorem piosenek dla dzieci.
Jako polityk związany z Portugalską Partią Komunistyczną. W latach 1993–1994 sprawował z jej ramienia mandat europosła III kadencji. Był też krajowym przedstawicielem Francisca Lopesa, kandydata komunistów w wyborach prezydenckich w 2011.